# Guo Zhenggang
Guo Zhenggang (chinois simplifié : 郭正钢 ; chinois traditionnel : 郭正鋼 ; pinyin : Guō Zhènggāng ; né en janvier 1970) est un ancien général de division de l'Armée populaire de libération. Il a été arrêté par les autorités militaires chinoises en février 2015, soupçonné de corruption.

## Biographie
Guo est né dans le comté de Liquan, dans le Shaanxi, en janvier 1970, fils de Guo Boxiong, ancien vice-président de la Commission militaire centrale.Il a rejoint l'armée en mars 1989. En 2013, Guo est devenu directeur du département politique du district militaire du Zhejiang. Guo a atteint le grade de général de division (shao jiang) le 14 janvier 2015. Il a été promu commissaire politique adjoint du district militaire du Zhejiang. Le 10 février 2015, Guo a été arrêté pour enquête par les autorités militaire.
Guo a épousé Wu Fangfang (吴芳芳 ; née vers 1969), au cours du second semestre de 2012. Elle a également été arrêtée par les autorités au début de 2015.